# 瓦恩克里克 (堪薩斯州)
瓦恩克里克（英語：Vine Creek）是位於美國堪薩斯州渥太華縣的一個鬼鎮。

## 歷史
瓦恩克里克的郵政局於1879年設立，直到1932年結束營運。該地於1910年時共有50人。

## 地理
瓦恩克里克所處的海拔為高於海平面405米（即1329英呎），而該地所採用的時區為UTC-6，即北美中部時區（CST）。同時該地設有夏令時間，為UTC-6調快一小時，即UTC-5（CDT）。